# Felipe Fuentes Barrera
Felipe Alfredo Fuentes Barrera (Ciudad de México, 26 de mayo de 1961) es un jurista y funcionario mexicano. Es magistrado del Tribunal Electoral del Poder Judicial de la Federación desde el 4 de noviembre de 2016. Se desempeñó como presidente de dicho tribunal entre el 23 de enero de 2019 y el 3 de noviembre de 2020 y como interino durante la crisis política en 2021.

## Estudios
Estudió la licenciatura en Derecho por la Universidad Nacional Autónoma de México (1979-1983); Especialización Judicial de la Suprema Corte de Justicia de la Nación (SCJN), Extensión Veracruz (1994); Maestría en Derecho de Amparo en el Instituto de Ciencias Jurídicas de Estudios Superiores (2006); Maestría en Derecho Constitucional y Amparo en la Universidad del Valle de Toluca, en la que se tituló con la Tesis “Derecho a la intimidad necesidad de regulación Constitucional” (2011); doctorado en Derecho Constitucional por la Universidad Tepantlato (2012).

## Actividad profesional
Felipe Alfredo Fuentes Barrera ingresó al Poder Judicial de la Federación en abril de 1991 como Secretario del Tercer Tribunal Colegiado en Materia Penal y del Segundo Tribunal Colegiado en Materia Civil, todos del Séptimo Circuito. Secretario del Primer Tribunal Colegiado en Materia Civil del Tercer Circuito; Secretario del Segundo Tribunal Colegiado en Materia Civil del Primer Circuito; Secretario de Estudio y Cuenta en la Suprema Corte de Justicia de la Nación (1997). 
Fue nombrado como Juez de Distrito en noviembre de 1997, a través de concurso interno de oposición. Juez Primero de Distrito en el Estado de Tabasco; Juez Décimo y Décimo Segundo de Distrito, ambos en Materia Civil en el Distrito Federal. Magistrado de Circuito nombrado el 18 de septiembre de 2000, al resultar vencedor en el Quinto Concurso Interno de Oposición para la Designación de Magistrados de Circuito y ratificado el 23 de agosto de 2006. 
Fue propuesto por el presidente de la República Licenciado Enrique Peña Nieto, para Ministro de la Suprema Corte de Justicia de la Nación, junto con el entonces Embajador de México en Estados Unidos de América, Eduardo Tomás Medina-Mora Icaza.
Se desempeñó como Magistrado Presidente del Decimocuarto Tribunal Colegiado en Materia Administrativa del Primer Circuito. A propuesta de la Suprema Corte de Justicia de la Nación (SCJN), el Senado de la República lo eligió Magistrado Electoral de la Sala Superior del Tribunal Electoral del Poder Judicial de la Federación, por un periodo de 8 años, empezando su gestión el 4 de noviembre de 2016.
Además de su desarrollo en la carrera judicial, se desempeñó como abogado procurador y jefe de la Oficina de Asuntos Legales en el Instituto Mexicano del Seguro Social. Auditor supervisor de la Dirección de Normatividad y Consulta en la Dirección General de Asuntos Jurídicos de la Secretaría de Educación Pública; director general adjunto de la Dirección General de Inconformidades en la Secretaría de la Contraloría y Desarrollo Administrativo y Auxiliar Jurídico en diversos despachos privados.

## Actividad docente y académica
Profesor de la materia “Garantías Constitucionales” de la Facultad de Derecho de la Universidad de Xalapa. Profesor de la materia “Garantías Constitucionales y Derechos Humanos” de la Facultad de Derecho de la Universidad de Guadalajara; Profesor de las materias “Procesos Constitucionales en Derecho Comparado” y “Estado Constitucional y Sistemas de Justicia” de la Universidad Autónoma del Estado de México (UAEM).
Ha impartido los cursos de “Amparo” y “Derecho Civil y Procesal Civil” en el Instituto de la Judicatura Federal, Extensión Tabasco.

## Publicaciones
Colaboración en la obra Ley de Amparo Comentada, Asociación Nacional de Magistrados de Circuito y Jueces de Distrito del Poder Judicial de la Federación, A.C., México, Themis, 2008.
Colaboración en la obra Fundamentos Axiológicos de los derechos humanos. Órganos constitucionales y supranacionales, Coordinadores María José Bernal Ballesteros e Isaac de Paz González, Editado por la Comisión de Derechos Humanos del Estado de México, Editorial Cigome, S.A. de C.V.
“El principio democrático: Enfoque sistémico de interpretación Constitucional y Convencional”, pendiente de publicación. Respaldado por la casa editora Tirant lo Blanc, México.